# Coulombiers (Vienne)
Coulombiers é uma comuna francesa na região administrativa da Nova Aquitânia, no departamento de Vienne. Estende-se por uma área de 27,93 km². Em 2010 a comuna tinha 1 147 habitantes (densidade: 41,1 hab./km²).